# Lane End (Buckinghamshire)
Lane End è un villaggio e parrocchia civile dell'Inghilterra, appartenente alla contea del Buckinghamshire.